# Franzmann (Ethnophaulismus)
Franzmann ist eine veraltete und bisweilen abschätzig gebrauchte Bezeichnung für einen Franzosen. Dem Wort entspricht englisch Frenchman, niederländisch Fransman, schwedisch Fransman, dänisch Franskmand.
Der Begriff tauchte im deutschen Sprachraum erstmals im 17. Jahrhundert auf (z. B. bei Friedrich von Logau). Im 18. Jahrhundert findet sich der Begriff z. B. bei Friedrich von Hagedorn. Adelung beschrieb zu Ende des 18. Jahrhunderts Franzmann wie Franzen als scherzhafte, jedoch auch mit abfälligem Klang gebrauchte Benennungen für Franzosen.
Zu Beginn des 19. Jahrhunderts, im Rahmen der Befreiungskriege gegen Napoleon Bonaparte und dem aufkommenden deutschen Nationalismus, verband beispielsweise Ernst Moritz Arndt in Des Deutschen Vaterland das Wort Franzmann mit dem Wort Feind, das Wort Deutscher mit dem Wort Freund. Johann Nepomuk Vogl schrieb ein Gedicht mit dem Titel Die Österreicherin und der Franzmann, in dem die Rücksichtslosigkeit der französischen Soldaten gegen die Zivilbevölkerung thematisiert wird. Im Zeitalter des Imperialismus nahm der Kladderadatsch zur Jahreswende 1884/1885 das Streben der Deutschen zur Weltmacht aufs Korn. Während des Ersten Weltkrieges und in der Zeit des Nationalsozialismus wurde der Begriff vor allem mit Bezug auf französische Soldaten verwendet.
Im Niederländischen und Schwedischen ist Fransman bzw. fransman die normale Bezeichnung für einen männlichen Franzosen; eine Französin ist eine Française bzw. fransyska.